# Kathedrale von Assisi

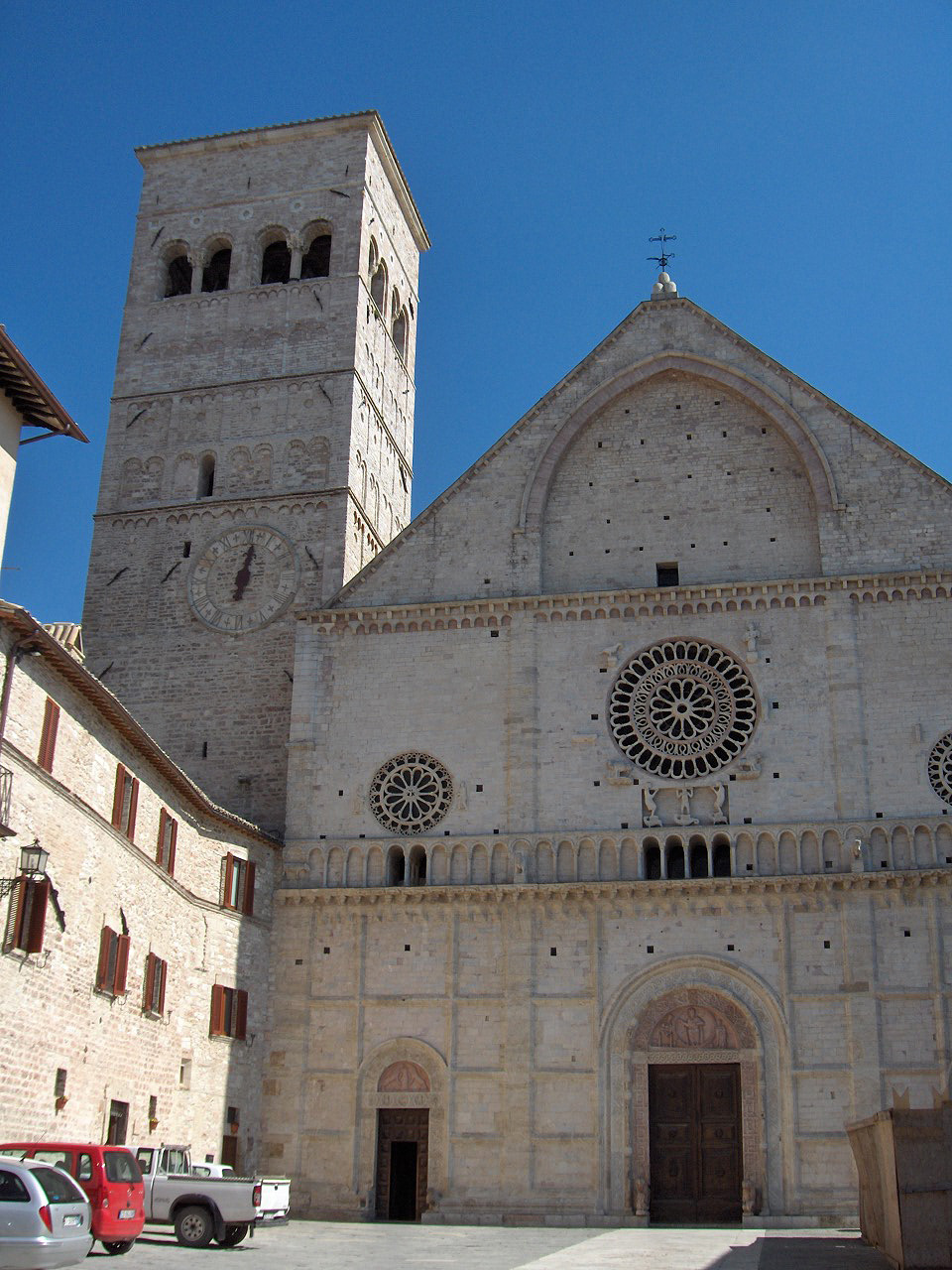
Kathedrale San Rufino

Die Kathedrale San Rufino in Assisi ist die Bischofskirche des Bistums Assisi-Nocera Umbra-Gualdo Tadino. Sie spielte eine wichtige Rolle in der Geschichte des Franziskanerordens. In dieser Kirche wurden Franz von Assisi (1182) und Klara von Assisi (1193), die Ordensgründer der Franziskaner und des Klarissenordens, sowie viele ihrer Gefährten getauft. Als Klara Franziskus dort im Jahre 1209 predigen hörte, war sie so ergriffen, dass sie ihre eigene Berufung spürte. Auch ereignete sich der Legende nach das Wunder, dass Franziskus in der Kirche gebetet haben soll, während er zur gleichen Zeit auf einem feurigen Wagen nahe der Kirche Portiuncula einige Kilometer unterhalb Assisis gesehen wurde (nach der Lebensbeschreibung von Tommaso da Celano, Vita I, Kap. XVIII).

## Geschichte
Die Kirche ist im romanischen Stil errichtet, um die Reliquien des Bischofs Rufinus von Assisi, einem Märtyrer des 3. Jahrhunderts zu würdigen, die dort aufbewahrt wurden. Der Bau begann 1140 nach Plänen von Giovanni da Gubbio. Im Jahre 1228 weihte Papst Gregor IX. den Altar, als er sich zur Heiligsprechung von Franziskus in Assisi befand. Papst Innozenz IV. weihte die gesamte Kirche im Jahr 1253.

## Fassade
Die Fassade von 1134 zählt zu den reichsten in Umbrien. Die umbrische Architektur besitzt generell eine leidenschaftliche Vorliebe für das Gestalten in planen Flächen, und die umbrische Plastik für das Modellieren im Flachrelief. Man vermeidet, die Fläche allzu stark plastisch zu gliedern. Die Unterteilung einer großen Fassade in viele Einzelfelder geschieht auf eine einfache Weise durch ein möglichst flach gehaltenes, rechteckiges Rahmenwerk.
Die Unterzone von San Rufino zeigt dementsprechend eine schlichte rechteckige Felderteilung. Ein mit monströsen Tiergestalten verziertes Gesims schließt die untere Zone ab, auf dem eine durchlaufende Säulchengalerie sitzt. Die drei in der Mitte kulminierenden Radfenster verkörpern ein in der umbrischen Architektur sehr häufig auftretendes Motiv. Die Fassadenbekrönung mit spitzem Blendbogen gehört nicht zum Originalbestand. Sie ist später draufgesetzt worden und hat schon frühgotischen Charakter (deutliche Trennlinie !).
Die Fassade besteht aus Steinen des Monte Subasio.

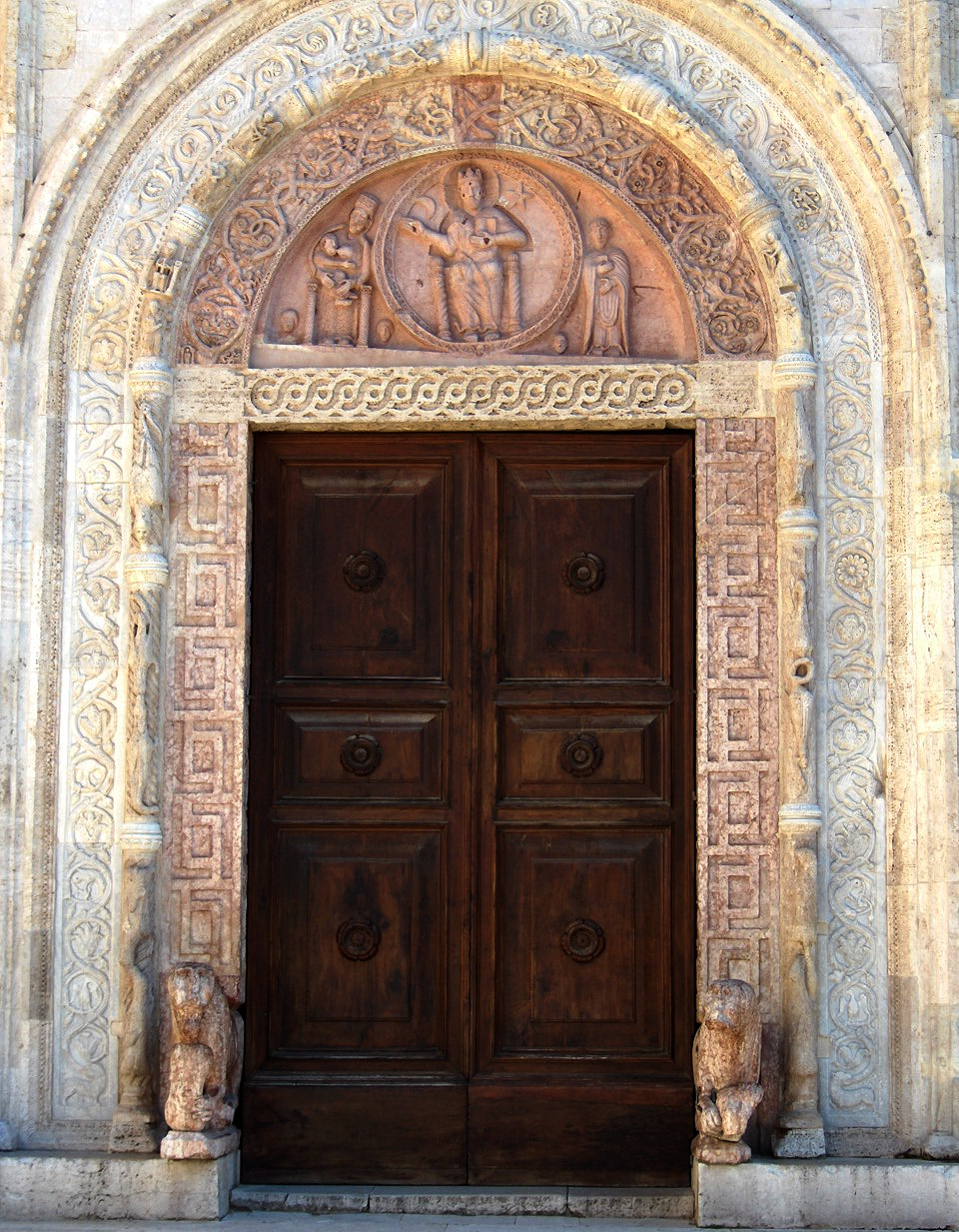
Haupteingang

- Die mittlere Rosette des 12. Jahrhunderts aus drei Kreisen ist wie üblich von den vier Evangelistensymbolen umgeben, nicht jedoch – wie häufig – quadratisch gerahmt. Symbolisch getragen wird die Rose von drei Gestalten, die auf Ungeheuern stehen. An den Rändern der Rosette sind vier Wesen (Löwe, Stier, geflügelter Mensch und Adler) als Symbole der vier Evangelisten zu sehen.

- Die Portale sind besonders reich verziert. Der untere Teil besteht aus Portalen mit mythischen Greifen an der Basis der Seitenportale. Über dem Mittelportal ist Christus zwischen Sonne und Mond thronend dargestellt. Links neben ihm thront die Madonna mit dem Jesuskind, rechts ist St. Rufinus zu sehen. Außerdem sind Pflanzen und Blumen, Schwäne und Heiligengestalten dargestellt. Die künstlerische Ausführung dieser Szene ist relativ grob geraten, weshalb man annimmt, dass diese Szene nicht ursprünglich für diese zentrale Stelle geplant war. Auch der leicht schräge Sitz des Christus spricht nicht für eine sorgfältige Planung. Der Glockenturm wurde im 11. Jahrhundert gebaut. Er steht hinter der Apsis der vormaligen Kirche, die von Bischof Ugone 1029 gebaut worden war. Die Spitze des Turmes stammt aus dem 13. Jahrhundert. Man sieht auf dem Turm eine riesige Uhr, die die 24 Stunden der hora italica (Italienische Zeit) anzeigt, eine Zeitperiode, die mit dem Sonnenuntergang um 24 Uhr endet. Die Fundamente des Turms stehen auf einer römischen Zisterne.

## Innenraum und Ausstattung

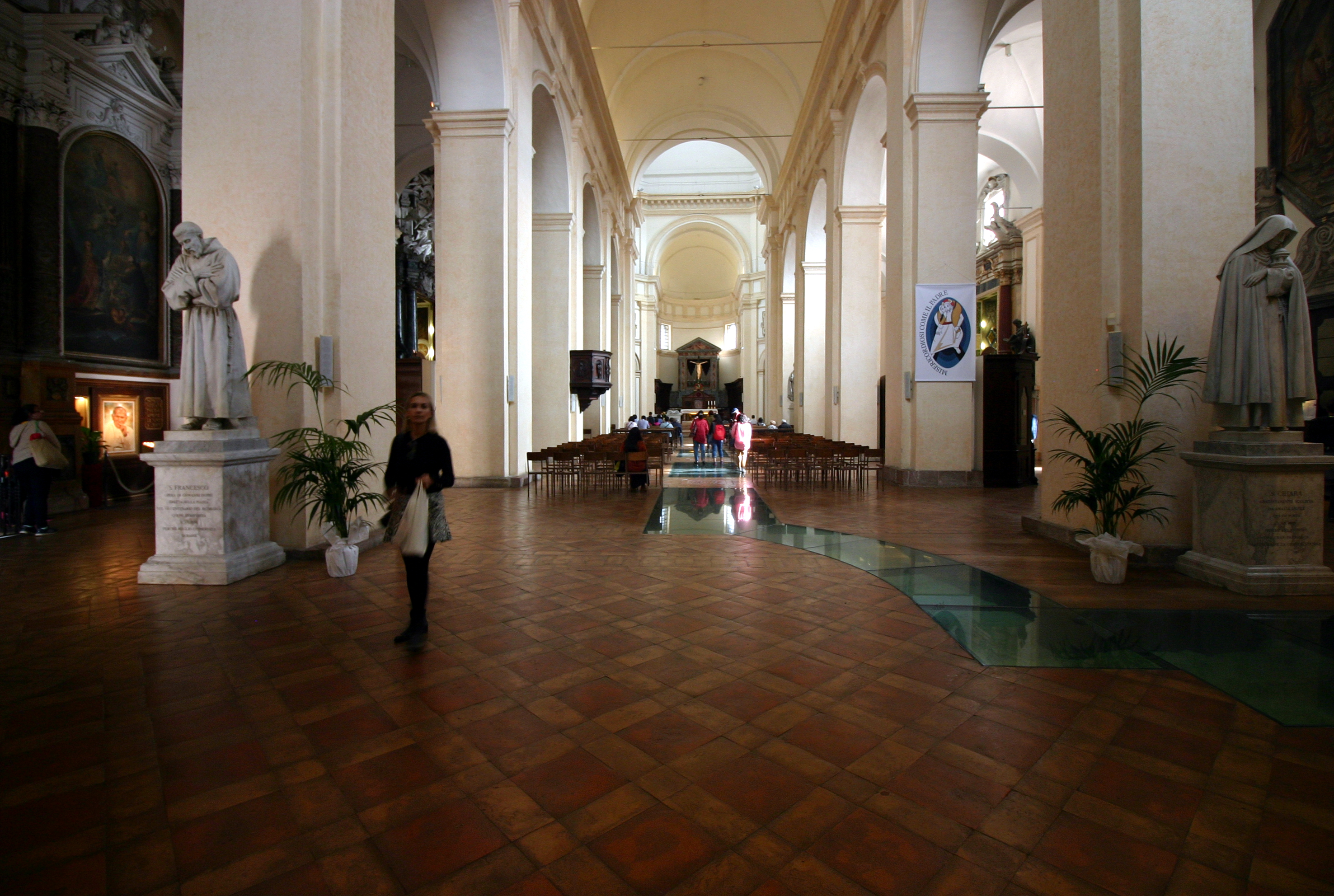
Innenansicht

1571 wurde das zuvor romanische Innere der Kathedrale vom Architekten Gian Galeazzo Alessi aus Perugia im Stil der italienischen Renaissance total erneuert. Das Hauptschiff wird durch massive Säulen von den beiden Seitenschiffen getrennt, ferner ist eine Apsis vorhanden.
Am Eingangsbereich befindet sich rechts ein Taufbecken, in dem Franziskus und Klara und andere getauft worden waren, insbesondere im Jahre 1838 der Hl. Gabriel dell’Addolorata.
Rechts befindet sich eine Seitenkapelle im Barockstil (begonnen 1541 und 1663 vergrößert), die zum Teil Fresken von Giacomo Giorgetti (1663) enthält. Die neun Wandgemälde stammen von einem Maler des 17. Jahrhunderts Andrea Carloni.
Die Kapelle Unserer Lieben Frau vom Trost wurde 1496 nach einem Wunder gebaut. 1494 hatte man die deutsche Terrakotta-Figur Unsere Liebe Frau der Sorgen über Christus, den sie in den Armen hielt, real weinen sehen. Die Figur aus dem 15. Jh. wurde gestohlen, inzwischen ist sie durch eine Kopie ersetzt.
Der Hauptaltar aus dem 19. Jh. steht im Renaissance Chor über den Gebeinen des Hl. Rufinus. Beidseitig stehen Skulpturen des Hl. Franziskus und der Hl. Klara von Giovanni Dupré. In der Apsis ist das 22-sitzige hölzerne Chorgestühl von Giovanni di Piertacopo da San Severino (1520) zu sehen. Die Statue des Hl. Rufinus von Lemoyne steht in der Mitte des Chors.
Zu sehen sind einige Gemälde von Dono Doni wie z. B. Christus von Heiligen verehrt (1555) oder die Kreuzigung (1563).
Unter der Kathedrale ist eine Krypta mit römischem Sarkophag aus dem 3. Jahrhundert, in dem der Hl. Rufinus ruht.
Das angegliederte Dommuseum zeigt Fresken des 13. Jahrhunderts, Reliquien und alte bebilderte Handschriften. Am berühmtesten ist das Triptychon Madonna mit Kind und Heiligen von Nicolò Alunno (1470).

### Orgel
Die Orgel im Chorraum, hinter dem Bischofssitz und dem Hauptaltar wurde in der Zeit von 1848 bis 1851 durch die Orgelbauer Marteinelli (Umbertide) erbaut. Das rein mechanische Instrument hat 33 Register, verteilt auf drei Pfeifendivisionen, die sich auf zwei Manualen (Umfang: C–f3) und Pedal (Umfang: C–g0) anspielen lassen.
| I. Sektion: „Secondo Organo“ |                   |
| 1.                           | Principale (B)    |
| 2.                           | Principale (D)    |
| 3.                           | Ottava            |
| 4.                           | Decimaquinta      |
| 5.                           | Decimanona        |
| 6.                           | Vigesimaseconda   |
| 7.                           | Trombette in VIII |
| 8.                           | Oboe              |
| 9.                           | Flauto traverso   |
| 10.                          | Ottavino          |
| 11.                          | Quintetto         |

| II. Sektion: „Concerto“ |                    |
| 12.                     | Trombe (B)         |
| 13.                     | Trombe (D)         |
| 14.                     | Corno Inglese      |
| 15.                     | Fagotto            |
| 16.                     | Flauto traverso    |
| 17.                     | Flauto in VIII (B) |
| 18.                     | Flauto in VIII (D) |
| 19.                     | Decimino           |
| 20.                     | Voce Umana         |
| 21.                     | Cornetto in XV     |
| 22.                     | Bombardone         |
| 23.                     | Carillon           |

| III. Sektion: „Ripieno“ |                         |     |
| 24.                     | Principale              | 16' |
| 25.                     | Principale (B)          |     |
| 26.                     | Principale (D)          |     |
| 27.                     | Ottava                  |     |
| 28.                     | Decimaquinta            |     |
| 29.                     | Decimanona              |     |
| 30.                     | Vigesimaseconda         |     |
| 31.                     | Vigesimasesta           |     |
| 32.                     | Vigesimanona            |     |
| 33.                     | Contrabbassi con ottave |     |

### Glocken
Die Kathedrale verfügt über ein wertvolles Geläut aus sechs Glocken des 13. bis 19. Jahrhunderts. Die älteste Glocke wurde im Jahre 1287 gegossen und kann bei Bedarf von Hand geläutet werden. Das Vollgeläut der übrigen Glocken ist den Hochfesten vorbehalten.
- Glocke 1: Maria, gegossen 1800 von Giuseppe Filippi und Lorenzo Lera di Lammari, 134 cm, Schlagton es1
- Glocke 2: Barbara, gegossen 1668 von Georgeus Petrutius Eugubinus, 116 cm, Schlagton f1
- Glocke 3: Rufinus, gegossen 1668 von Georgeus Petrutius Eugubinus, 93 cm, Schlagton as1
- Glocke 4: Gegossen 1287 von Bonus de Pisa, 70 cm, Schlagton c2
- Glocke 5: Gegossen 1647 von Iacomo Doisemont, 64,5 cm, Schlagton e2
- Glocke 6: Gegossen 1738, 55 cm, ges2